# Sha la la☆Summer Time
〈Sha la la☆Summer Time〉은 Kis-My-Ft2의 17번째 싱글이다.

## 개요
초회 생산 한정반 A, 초회 생산 한정반 B, 통상 반의 3 형태로 발매되었다.
이번 싱글에 처음으로 커플링에 유닛곡이 들어가 있다.
첫회 생산 한정반 A, 초회 한정반 B, 통상 반 (첫회 프레스 분)에 일련 번호가 봉입되어 있으며, 일련 번호를 특설 사이트에 입력하면 레코딩 영상과 멤버들의 코멘트를 시청할 수 있다. (8월 23일 정오부터 10월 31일 정오까지 시청 가능)
표제곡 〈Sha la la☆Summer Time〉는 「우나 코와」 CM송 , DREAM STAGE는「모시모 투어즈」 테마곡이다.

## 수록곡

### 초회 생산 한정반 A
CD
1. Sha la la☆Summer Time
2. スナック SHOW和 (키타야마 히로미츠 & 요코오 와타루 & 미야타 토시야)

DVD
1. 「Sha la la☆Summer Time」MUSIC VIDEO
2. 「Sha la la☆Summer Time」MUSIC VIDEO 메이킹 도큐먼트

### 초회 생산 한정반 B
1. Sha la la☆Summer Time
2. 70億分の2 (니카이도 타카시 & 센가 켄토)

DVD
1. Sha la la☆스핀오프～LAST SCREAM～(예정)
2. 스핀오프 MUSIC VIDEO 메이킹 도큐먼트
3. 키스마이서머SP ～오키나와 로케 메이킹 영상～

### 통상반
CD
1. Sha la la☆Summer Time
2. DREAM STAGE
3. Touch (후지가야 타이스케 & 타마모리 유타)